# Тиоредоксиновая укладка
Тиоредоксиновая укладка — белковая укладка, общая для ферментов, катализирующих образование дисульфидной связи и изомеризацию. Укладка названа в честь канонического примера тиоредоксина и обнаруживается как в прокариотических, так и в эукариотических белках. Это пример складки альфа / бета белка, который обладает оксидоредуктазной активностью. Пространственная топология складки состоит из четырёхцепочечного антипараллельного бета-листа, заключённого между тремя альфа-спиралями.

## Сохранение последовательности
Несмотря на вариабельность последовательности во многих областях укладки, белки тиоредоксина имеют общую последовательность активного сайта с двумя реактивными остатками цистеина: Cys-X-Y-Cys, где X и Y часто, но не обязательно, являются гидрофобными аминокислотами. Восстановленная форма белка содержит две свободные тиоловые группы у остатков цистеина, тогда как окисленная форма содержит дисульфидную связь между ними.

## Образование дисульфидной связи
Различные белки, содержащие тиоредоксиновую укладку, сильно различаются по своей реакционной способности и по pKa их свободных тиолов, что обусловлено способностью общей структуры белка стабилизировать активированный тиолат. Хотя структура довольно универсальна среди белков, содержащих тиоредоксиновую складку, pKa чрезвычайно чувствительна к небольшим изменениям в структуре, особенно к расположению атомов основной цепи белка рядом с первым цистеином.

## Примеры
Белки человека, содержащие этот домен, включают:
- DNAJC10
- ERP70
- GLRX3
- P4HB; P5; PDIA2; PDIA3; PDIA4; PDIA5; PDIA6; PDILT
- QSOX1; QSOX2
- STRF8
- TXN; TXN2; TXNDC1; TXNDC10; TXNDC11; TXNDC13; TXNDC14; TXNDC15; TXNDC16; TXNDC2; TXNDC3; TXNDC4; TXNDC5; TXNDC6; TXNDC8; TXNL1; TXNL3